# Свіча (притока Дністра)
Сві́ча — річка на заході України, в Івано-Франківській та Львівській областях. Права притока Дністра (басейн Чорного моря).

## Загальні дані
Довжина річки 107 км, площа басейну 1493 км². Похил річки 8,3 м/км.
Річка стає повноводною у весняний та літній періоди за наявності опадів.

## Географія протікання
Свіча спершу тече серед гір масиву Ґорґани, де має гірський характер, далі — на Передкарпатті. Бере початок на північних схилах центрального вододілу Східних Карпат і протікає через центральну та зовнішню зони Українських Карпат, а також внутрішню і зовнішню зони Передкарпатського прогину. За характером течії, формою річкової долини і складом алювію Свіча ділиться на дві частини — гірську і рівнинну:
- гірська Свіча має вузьке русло (5—10 м), швидку течію, порожисті уступи та кам'янисті перекати. Глибина русла непостійна — від 0,5 до 2 м.
- рівнинна Свіча починається північніше села Княжолуки, має стриману течію, швидкість якої не перевищує 30–50 м/хв, з незначними перекатами на окремих ділянках. Ширина річки 10–30 м, глибина 0,5–2,5 м. Правий берег річки крутий, обривистий; лівий — пологий, низький.

Свіча впадає у Дністер на південний схід від смт Журавно.

## Притоки
Притоки: Синя Магура, Ільниця, Мізунька, Витвиця, Лужанка, Сукіль, Нічич, Крехівка, Млинівка (ліві); Саджава, Лущава, Тур'янка, Дубравка (праві). 
Більшість з них починаються на північних схилах Українських Карпат та протікають територією Долинського району Івано-Франківської області.

## Заповідна справа
У Долинському районі річка з 1993 р. включена до ландшафтного заказника «Ріка Свіча з притокою Мізункою». Є найчистішою річкою області.